# 1717 az irodalomban
Az 1717. év az irodalomban.

## Események

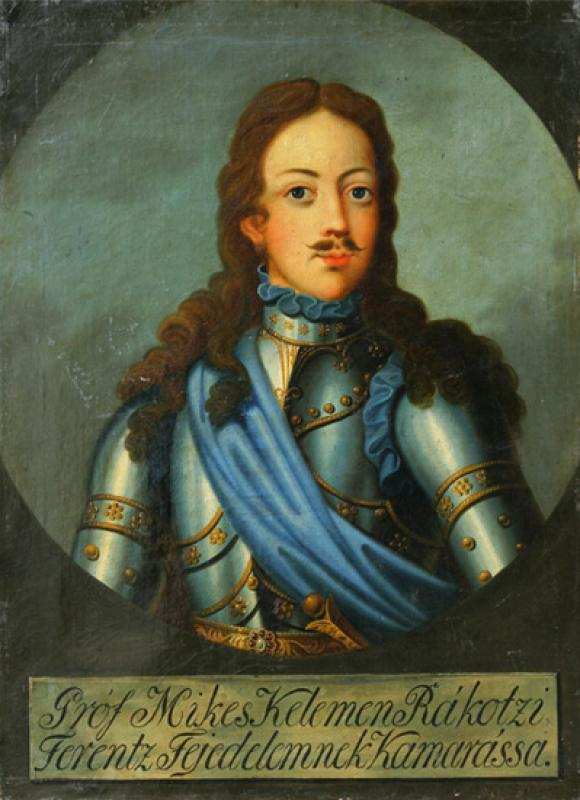
Mikes Kelemen

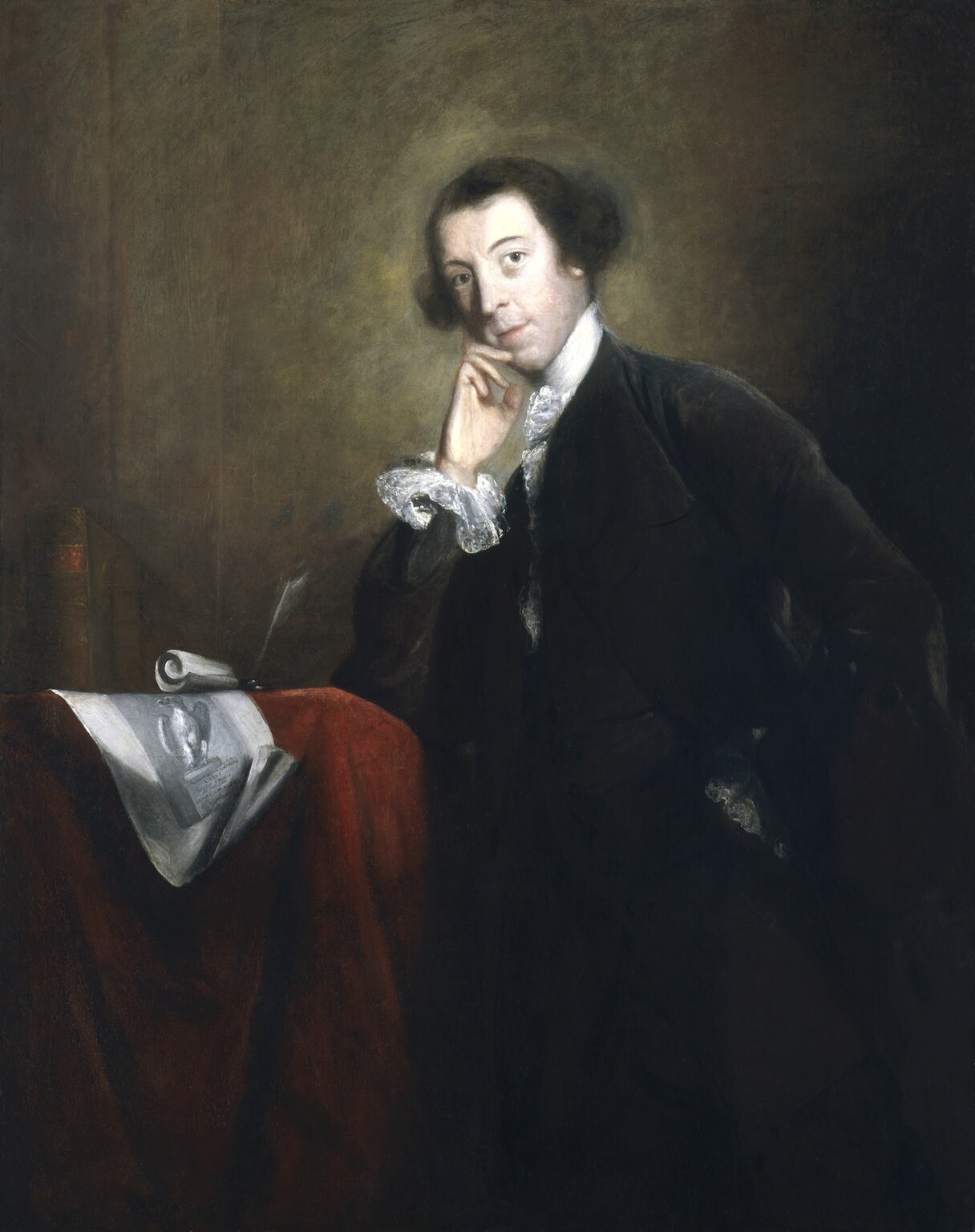
Horace Walpole

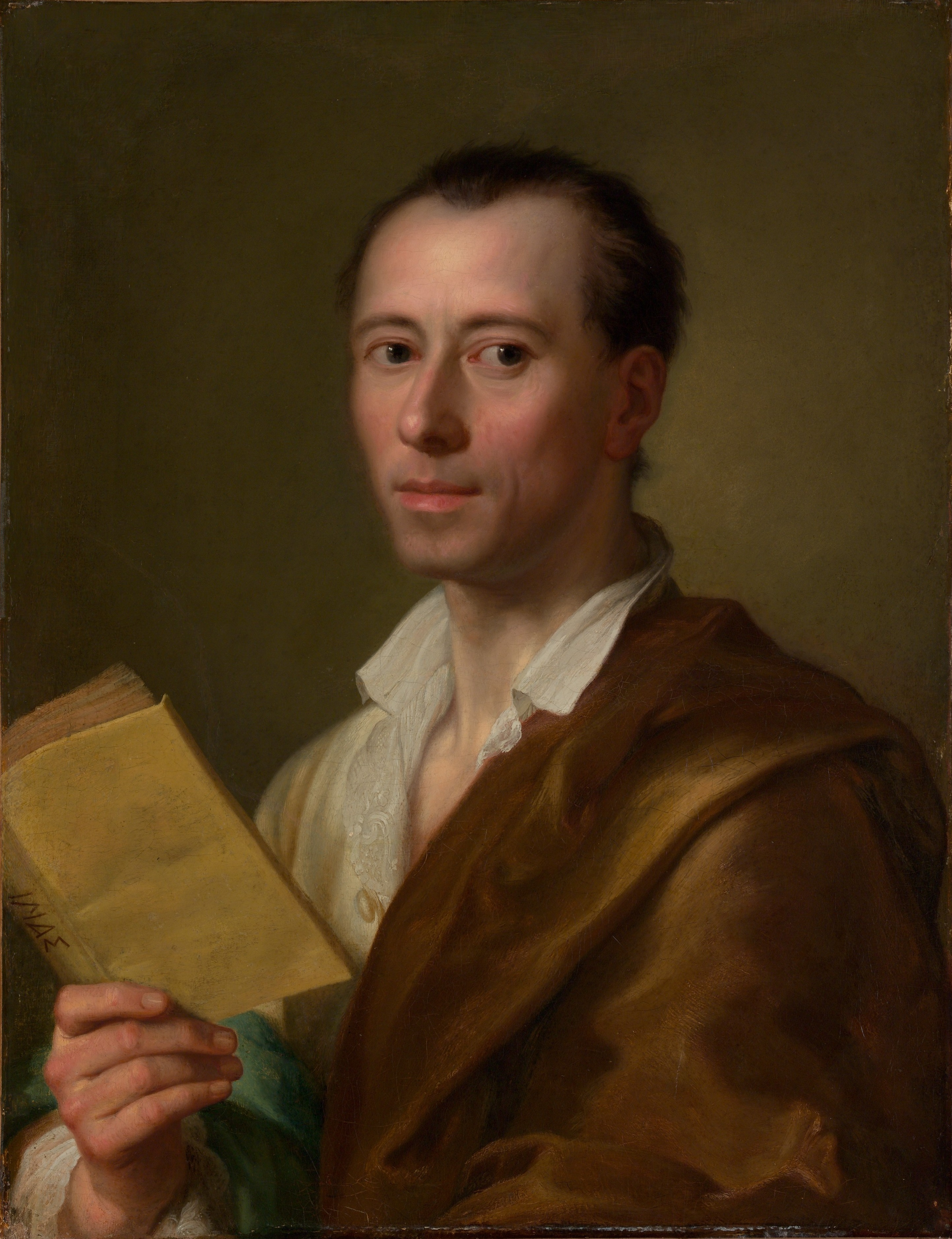
Johann Joachim Winckelmann

- Párizsban kiadják Retz bíborosnak (Jean-François Paul de Gondi) az 1670-es években készített Emlékiratait.

## Új művek
- október 10. – Mikes Kelemen elkezdi írni a Törökországi levelek-et, ezen a napon írta első levelét; az utolsó 1758. december 20-án kelt.

## Születések
- február 19. – David Garrick angol színész és drámaíró († 1779)
- október 5. – Horace Walpole angol író, politikus, művészettörténész († 1797)
- november 16. – Jean Le Rond d’Alembert francia matematikus, mérnök, fizikus és filozófus; a nagy francia enciklopédia, az Encyclopédie egyik szerkesztőjeként a matematikával foglalkozó részéért volt felelős († 1783)
- november 25. – Alekszandr Petrovics Szumarokov orosz költő, drámaíró († 1777)
- december 9. – Johann Joachim Winckelmann német régész, művészettörténész, németországi klasszicizmus szellemi megalapítója († 1768)
- 1717 – Haller László Máramaros megye főispánja, fordító († 1751)